# Кан'янка
Кан'янка (словац. Kanianka) — село, громада округу Пр'євідза, Тренчинський край. Кадастрова площа громади — 7.94 км².
Населення 3996 осіб (станом на 31 грудня 2020 року).

## Історія
Кан'янка згадується 1463 року.

## Населення
| Рік:            | 1994. | 2004.   | 2014.   | 2024.   |
| --------------- | ----- | ------- | ------- | ------- |
| Кількість осіб: | 3642  | 3990    | 4132    | 3802    |
| Різниця:        |       | +9,55 % | +3,55 % | -7,98 % |

| Рік:            | 2023. | 2024.   |
| --------------- | ----- | ------- |
| Кількість осіб: | 3846  | 3802    |
| Різниця:        |       | -1,14 % |